# Paul Rummo
Paul Rummo (* 1. Julijul. / 14. Juli 1909greg. in Kalbu, Gemeinde Kehtna; † 28. März 1981 in Tallinn) war ein estnischer Dichter, Publizist und Kinderbuchautor.

## Leben
Rummo ging von 1918 bis 1924 in Kehtna zur Schule und war von 1924 bis 1930 am Lehrerseminar in Tallinn. Anschließend bekleidete er zehn Jahre lang verschiedene Stellungen im Schuldienst. Von 1937 bis 1940 war er daneben Redakteur der Kinderzeitschrift Meie Noorus ('Unsere Jugend') in Tallinn. Nach der kommunistischen Machtübernahme in Estland beteiligte er sich aktiv an der gesellschaftlichen Umgestaltung. Er war kurzzeitig im Bildungsministerium tätig und wurde im Februar 1941 Direktor des Estonia-Theaters sowie Redakteur der Zeitschrift Teater ja Muusika ('Theater und Musik'). Auch beteiligte er sich in dieser Phase an der „Säuberung“ der estnischen Bibliotheken, indem er einer Kommission angehörte, die „schädliche“ Bücher aussortierte.
Bei Ausbruch des Deutsch-Sowjetischen Krieges 1941 ging er in die Sowjetunion und organisierte dort das kulturelle Leben der estnischen Exilgemeinschaft. Nach Kriegsende war er im estnischen Verlagswesen tätig, 1948–1949 als Chefredakteur für Literatur beim Verlag Ilukirjandus ja Kunst ('Schöne Literatur und Kunst') und von 1949 bis 1953 beim Nachfolgeverlag Eesti Riiklik Kirjastus ('Estnischer Staatsverlag'). Danach lebte er als freiberuflicher Schriftsteller in Tallinn und nahm noch diverse Funktionen beim Estnischen Schriftstellerverband war.
Der Kinderbuchautor Jaan Rummo ist sein Bruder, er ist der Vater der Theaterwissenschaftlerin Lea Tormis und des Dichters und Politikers Paul-Eerik Rummo.

## Literarisches Werk
Rummos erste publizistischen Texte wurden 1925 gedruckt, Ende der 1930er-Jahre veröffentlichte er seine ersten Theaterstücke für Kinder. Während des Krieges trat er mit antifaschistischen Dichtungen und Schauspielen in Erscheinung. Wichtig für die Entwicklung der estnischen Lyrik nach dem Zweiten Weltkrieg wurde sein Gedichtband Veerev kivi ('Der rollende Stein', 1955, in Auszügen bereits 1953 publiziert), in dem „eindeutig die Schablonen des Stalinismus verlassen worden [waren], Dichtung erwies sich wieder als „normal“ und stand in viel direkterem Kontakt zur Realität und das bedeutete auch zu den aktuellen gesellschaftlichen Prozessen.“ Damit leiste Rummo bereits im Jahr von Stalins Tod einen ersten Beitrag zur bald eintretenden Tauwetter-Periode, die sich in Estland mit der Dichtung von Jaan Kross, Ellen Niit und Ain Kaalep durchsetzte, die in der zweiten Hälfte der 1950er-Jahre publiziert wurde.
Auch danach veröffentlichte Rummo noch verschiedene lyrische und publizistische Werke, wenngleich seine editorische Tätigkeit, vor allem die Zusammenstellung von Anthologien und Gesammelten Werken von Klassikern, größere Bedeutung erlangte.

## Bibliographie
- Jõuluüllatus ('Die Weihnachtsüberraschung'). Tallinn: Eesti Haridusliit 1935.
- Lõunatuule eksirännak ('Irrfahrt des Südwinds'). Tallinn: Eesti Haridusliit 1936.
- Teel ellu ('Auf dem Weg ins Leben'). Tallinn: Eesti Haridusliit 1936.
- Linnuse saladus ('Das Geheimnis der Burg'). Tallinn: Eesti Haridusliit 1938.
- Pruun katk. Näidend 3 vaatuses, 7 pildis. ('Die braune Pest. Schauspiel in 3 Akten und 7 Bildern'). Moskva: ENSV Riiklik Kirjastus 1943.
- Tasuleegid. Ooper 3 vaatuses, 5 pildis ('Vergeltungsflammen. Oper in 3 Aufzügen und 5 Bildern'). Tallinn: Ilukirjandus ja Kunst 1945.
- Mahtra sõda. E. Vilde romaani dramatiseering 6 pildis ('Aufstand in Mahtra. Dramatisierung des Romans von Eduard Vilde in 6 Bildern'). Tallinn: Ilukirjandus ja Kunst 1945.
- Võitlev kodumaa ('Kämpfendes Heimatland'). Tallinn: Ilukirjandus ja Kunst 1946.
- Võitluse tee. Pilte Eesti elust vabaõhunäidendina ('Kampfesweg. Bilder aus Estlandsleben als Freiluftschauspiel'). Tallinn: Eesti Riiklik Kirjastus 1950.
- Rahva võim. Luuletusi ja laule ('Die Macht des Volkes. Gedichte und Lieder'). Tallinn: Eesti Riiklik Kirjastus 1950.
- Volga-Don. Kirjad esimeselt kommunismi suurehitiselt ('Wolga-Don. Briefe vom ersten Großbauwerk des Kommunismus'). Tallinn: Eesti Riiklik Kirjastus 1953.
- Veerev kivi. Luuletusi 1951-1965 ('Der rollende Stein. Gedichte 1951-1965'). Tallinn: Eesti Riiklik Kirjastus 1955.
- Proloog ja poeemid ('Prolog und Poeme'). Tallinn: Eesti Riiklik Kirjastus 1961.
- Katkenud lõng. Värsivalimik ('Der gerissene Faden. Gedichtauswahl'). Tallinn: Eesti Riiklik Kirjastus 1969.
- Kodumaal rännates ('Heimatliche Wanderungen'). s. l.: Kodumaa 1970.
- Alfred ja Anna ('Alfred und Anna'). Tallinn: Eesti Raamat 1975.
- Kirjatähe kammitsas. Kirjandus- ja kultuuriloolisi uurimusi, esseid, kõnesid. ('Im Bann des Buchstaben. Literatur- und kulturhistorische Untersuchungen, Essays, Reden'). Tallinn: Eesti Raamat 1977.
- Matkalaul ('Wanderlied'). Tallinn: Eesti Raamat 1979.
- Jaak ja taat ('Jaak und der Alte'). Tallinn: Eesti Raamat 1985.
- Väike luuleraamat ('Kleines Gedichtbuch'). Tallinn: Eesti Raamat 1985.

## Sekundärliteratur
- Keele ja Kirjanduse ringküsitlus kirjanikele: Millised olid teie kirjanduslikud huvid enne kirjandusse astumist ja kuidas valmisid teie esimesed tööd?, in Keel ja Kirjandus 6/1961, S. 358–360.
- Handbuch der Sowjetliteratur (1917-1972). Hrsg. von Nadeshda Ludwig. Leipzig: Verlag für Buch- und Bibliothekswesen 1975, S. 428.
- Rudolf Põldmäe: Paul Rummo publitsistina ja uurijana, in: Kirjanduse Jaosmaa 1977. Tallinn: Eesti Raamat 1979, S. 185–190.
- Kultuurilugu kirjades.- Juubeliintervjuu Paul Rummoga, in: Keel ja Kirjandus 7/1979, S. 385–390.
- Paul Kuusberg: Paul Rummo, in: Kirjanduse Jaosmaa 1981. Tallinn: Eesti Raamat 1983, S. 97–100.
- Ralf Parve: Muhelev Paul Rummo, in: Looming 7/1984, S. 972–978.
- Vaapo Vaher: Rummod ja Hiiumaa, in: Looming 1/2013, S. 103–121.